# Ensemble Anton Pann
Das Ensemble Anton Pann ist ein Kammermusikensemble aus Bukarest, welches sich auf rumänische und osmanische Musik aus dem 14.–19. Jahrhundert konzentriert.

## Entstehung
Das Ensemble wurde 2003 von Absolventen der Nationalen Musikuniversität Bukarest gegründet. Die Authentizität ihrer Musik basiert auf traditionellen Musikinstrumenten sowie auf einer umfangreichen Forschungstätigkeit in Bibliotheken oder Archiven rumänischer Klöster und Kirchen. Um dem Publikum die Authentizität der Musik widerzuspiegeln, haben sich die Musiker des Anton-Pann-Ensembles mit den alten Musiksystemen auseinandergesetzt.

## Repertoire und Stil
Das Ensemble interpretiert rumänische und orientalische Musik von Dimitrie Cantemir, Anton Pann, Gheorghe Ucenescu, Veniamin Costachi, János Kájoni, Ali Ufki, Sultan Abdülaziz, Tambur Cemil Bey und anderen Komponisten. Dabei verwenden die Musiker historische Instrumente. Zudem experimentiert das Ensemble mit anderen Musikstilen wie Jazz und elektronischer Musik.

## Diskografie
- 2006: Colinde
- 2007: De la lume adunate si iarasi la lume date - Unplugged
- 2010: Concert Colinde
- 2011: Emerging Landscapes
- 2012: Kalofonika
- 2014: Kara Eflak - From Bucharest to Istanbul
- 2015: Anton Pann Ensemble Live in Bucharest
- 2017: Cantemir Melo
- 2018: Zaharicale
- 2021: Cantemir Melo II